# Todd Hido
Todd Hido (Kent, 25 agosto 1968) è un fotografo statunitense.

## Vita e Opere
Todd Hido nasce a Kent, Ohio e studia presso il "California College of the Arts" a Oakland. Tra i suoi professori c'è il fotografo Larry Sultan, che in seguito diventerà suo mentore e amico. 
Hido si approccia per caso a quella che sarà una delle sue raccolte più note. Guidando di notte nella West Coast comincia a fotografare le case di diversi vicinati. Le abitazioni sembrano spesso isolate e sono quasi tutte accomunate dalla presenza di una finestra con la luce accesa. Da questa ricerca nasce il libro "House Hunting", pubblicato nel 2001.
Nel 2006 viene pubblicata la monografia "Between The Two". Hido unisce foto di interni e ritratti fatti a modelle e attrici, mantenendo un'estetica affine a quella della sua prima pubblicazione. Anche in questa raccolta sono presenti scatti notturni di edifici. Non viene inserito nessun testo o descrizione, così da lasciare allo spettatore totale libertà di interpretazione.
La sua raccolta più recente, "Excerpts from Silver Meadows" (pubblicata nel 2013), prende il nome dalla strada che attraversa il suo quartiere d'infanzia. Il libro contiene le varie fasi e sperimentazioni del fotografo durante gli anni. Al suo interno ci sono infatti foto di paesaggi, ritratti e interni combinate per raccontare storie diverse.
Nel 2017 Hido ha realizzato degli scatti su commissione per la collezione primavera/estate di Bottega Veneta fotografando la modella Eva Herzigová.
Tra le ispirazioni dell'artista sono presenti Alfred Hitchcock e Rineke Dijkstra. I suoi scatti sono presenti tra le collezioni permanenti del Guggenheim di New York, del Museum of Modern Art di San Francisco e del Getty Museum.